# Prix Readly Express
Prix Readly Express är ett årligt travlopp för 4-åriga svenskfödda varmblod som körs på Solvalla i Stockholm. Första upplagan av loppet kördes den 19 juni 2019. Loppet är en hyllning till den svenska travhästen Readly Express. Loppet körs över 2140 meter med autostart.
Förstapris i loppet är 600 000 kronor. Prisskalan i loppet är följande: 600.000-200.000-100.000-50.000-25.000-12.000-8.000 kronor.
Då Attraversiamo segrade i premiärupplagan av loppet (2019), vann han på tiden 1.10,5 över 2140 meter med autostart, vilket innebar nytt svenskt rekord.

## Segrare
| År   | Häst              | Kusk                  | Tränare               | Tid    | Odds  | Tvåa               | Trea            |
| ---- | ----------------- | --------------------- | --------------------- | ------ | ----- | ------------------ | --------------- |
| 2024 | Killiam Fromentro | Alessandro Gocciadoro | Alessandro Gocciadoro | 1.11,1 | 2.41  | Icebreaker Pellini | Fame and Glory  |
| 2023 | Staro Mack Crowe  | Rikard N Skoglund     | Katja Melkko          | 1.11,7 | 22.27 | Thereisnolimit     | Following       |
| 2022 | Francesco Zet     | Örjan Kihlström       | Daniel Redén          | 1.11,4 | 1.14  | Dowhatyoudodowell  | Aquarius Face   |
| 2021 | San Moteur        | Björn Goop            | Björn Goop            | 1.11,4 | 11.89 | Mr Mah Can         | Kurri Jari Boko |
| 2020 | Don Fanucci Zet   | Örjan Kihlström       | Daniel Redén          | 1.11,8 | 1.78  | Aetos Kronos       | Green Manalishi |
| 2019 | Attraversiamo     | Erik Adielsson        | Svante Båth           | 1.10,5 | 1.28  | Viking Brodde      | Mellby Glader   |